# Wannihorn
Das Wannihorn ist ein 3116 m ü. M. hoher Gipfel im südlichen, zum Schweizer Kanton Wallis gehörigen Teil der Berner Alpen.
Das Wannihorn besitzt einen Doppelgipfel bzw. zwei Gipfelfelsen südlich der Hogleifa. Vom Wannihorn zweigt westlich der markante Blattjigrat (3037 m) ab.